# Tephrosia natalensis
Tephrosia natalensis är en ärtväxtart som beskrevs av H.M.L.Forbes. Tephrosia natalensis ingår i släktet Tephrosia och familjen ärtväxter.

## Underarter
Arten delas in i följande underarter:
- T. n. natalensis
- T. n. pseudocapitata